# (1,1'-bis(difenylfosfino)ferroceen)palladium(II)dichloride
[1,1'-bis(difenylfosfino)ferroceen]palladium(II)dichloride is een complex van palladium, waarin de ijzerhoudende ligand 1,1'-bis(difenylfosfino)ferroceen voorkomt. De verbinding is commercieel verkrijgbaar (meestal in dichloormethaan als oplosmiddel) en een veelgebruikt katalysator in palladiumgekatalyseerde koppelingsreacties. Een voorbeeldreactie is de katalyse van de borylering van een triflaat met pinacolboraan.

## Synthese
Hoewel de stof commercieel verkrijgbaar is, kan hij op laboratoriumschaal ook uit 1,1'-bis(difenylfosfino)ferroceen en nitrilocomplexen (bijvoorbeeld met acetonitril) van palladium(II)chloride gesynthetiseerd worden:
{\displaystyle \mathrm {C_{34}H_{28}FeP_{2}\ +\ PdCl_{2}(CH_{3}CN)_{2}\longrightarrow \ [C_{34}H_{28}FeP_{2}]PdCl_{2}\ +\ 2\ CH_{3}CN} }